# Sebastián Puerta
Sebastián Puerta Loaiza (Medellín, Antioquia, Colombia; 12 de febrero de 1986) es un futbolista colombiano. Juega de defensa central.

## Trayectoria
Su infancia y parte de sus inicios futbolísticos se desarrollaron en un barrio de Medellín llamado Belén Rincón, sus padres han sido de gran apoyo para él. Tiene dos hijas de 3 y 1 año con las cuales reside en México 
El jugador dejó el fútbol por una lesión y se dedicó a la dirección técnica en una escuela de niños en Medellín, pero en el 2009 volvió a las canchas con el Deportivo Rionegro

## Clubes
| Club                 | País     | Año         |
| -------------------- | -------- | ----------- |
| Envigado Fútbol Club | Colombia | 2004        |
| Atlético Bello       | Colombia | 2005        |
| Envigado Fútbol Club | Colombia | 2006        |
| La Equidad           | Colombia | 2007        |
| Deportivo Rionegro   | Colombia | 2009 - 2012 |
| Atlético Huila       | Colombia | 2012        |
| Once Caldas          | Colombia | 2013 - 2014 |
| Coras de Tepic       | México   | 2014 - 2015 |
| Deportivo Pereira    | Colombia | 2016 - 2019 |

## Palmarés

### Campeonatos nacionales
| Título    | Clunb             | País     | Año  |
| --------- | ----------------- | -------- | ---- |
| Primera B | Deportivo Pereira | Colombia | 2019 |